# Metacidades
Metacidades são aglomerações urbanas em conurbação cuja população supera a marca dos 30 milhões de habitantes. O termo foi usado inicialmente para se referir a aglomeração urbana no entorno de Tóquio; no entanto é possível que existam  no mínimo 8 entidades urbanas na mesma categoria. Vale lembrar que o termo não trata de megacidades (aglomerações urbanas iguais ou superiores a 10 milhões de habitantes) ou megalópoles (metrópoles que se comunicam entre si economicamente ou se interligam em suas áreas de influência) ou especificamente região metropolitana nestes dois últimos exemplos, nem sempre há conurbação entre elas. 
Atualmente existem seis meta cidades no globo, mas pode haver mais: 
| posição | meta cidade | área urbana km² | população  | país      |
| ------- | ----------- | --------------- | ---------- | --------- |
| 1       | Cantão      | 12 451          | 60 214 562 | China     |
| 2       | Xangai      | 12 132          | 41 158 788 | China     |
| 3       | Beijing     | 11 407          | 40 928 260 | China     |
| 4       | Tokyo       | 14 034          | 37 393 128 | Japão     |
| 5       | São Paulo   | 11 780          | 36 315 721 | Brasil    |
| 6       | Jabodetabek | 6 343           | 31 652 075 | Indonésia |

## China (中華人民共和國)

### Aglomerações urbanas que formam metacidades

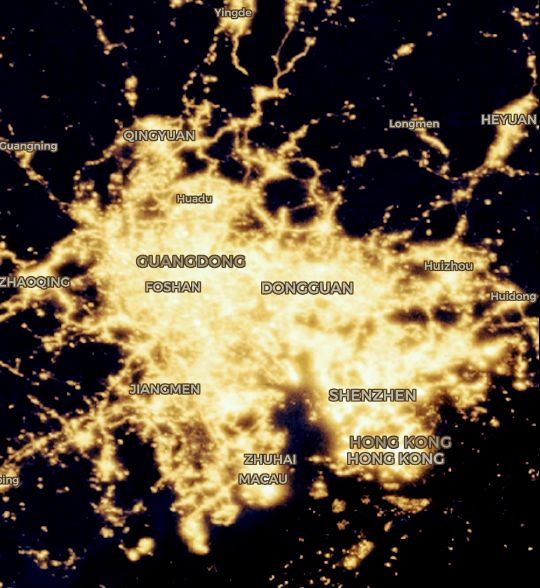
Área urbana do Delta do Rio das Pérolas vista a noite, forma a metacidade com área urbana mais densa já vista.

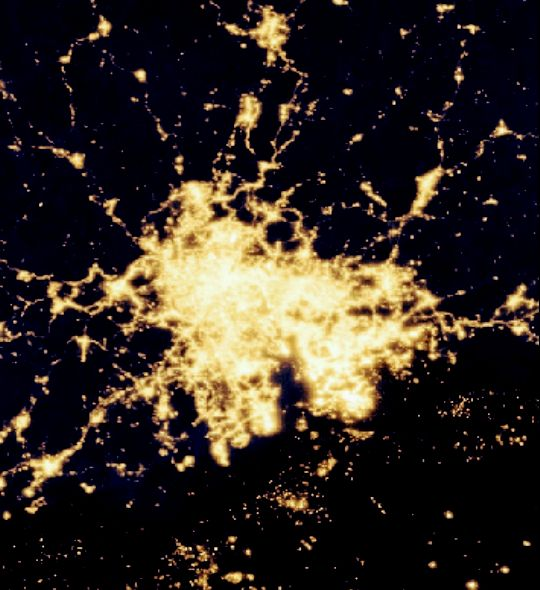
É evidente que as áreas urbanizadas de Cantão, Dongguan, Foshan e etc, já perderam seus limites físicos formando uma única área urbana.

É importante ressaltar que, nas tabelas desse tópico é listada a população de cidades conurbadas e semiconurbadas, ou seja, cidades em processo de aglomeração resultando em uma única mancha urbana ou similar. Também será listado o montante de cidades que formam megalópoles para comparação e identificação de áreas metropolitanas para sabermos onde se configura uma metacidade.      
O Delta do Rio das Pérolas por exemplo, tem cerca de 86 milhões de habitantes ou mais. Caso seja considerada só a população das cidades na mancha urbana teremos a população estimada da metacidade. Na China, cidades a nível de prefeitura ou áreas administrativas bem como áreas metropolitanas podem dificultar a contagem específica e levar a números totais além das áreas urbanas. Portanto o foco será na área urbanizada.     

#### Cantão
粵港澳大灣區 ou Área da grande baía de Cantão-Hoeng Gong e Oumùn: É popularmente conhecida como Delta do Rio das Pérolas; vejamos a diferença populacional em tabela mensurando áreas urbanas, administrativas e a nível de prefeitura.
| Cidades    | área urbana | nível de prefeitura | área administrativa | Censo |
| ---------- | ----------- | ------------------- | ------------------- | ----- |
| Cantão     | 10 641 408  | 14 904 400          | 14 904 400          | 2020  |
| Shenzhen   | 12 356 820  | 12 356 820          | 12 356 820          | 2020  |
| Dongguan   | 8 396 820   | 8 396 820           | 8 396 820           | 2019  |
| Hoeng Gong | 7 515 489   | 7 515 489           | 7 515 489           | 2020  |
| Foshan     | 7 348 581   | 7 348 581           | 7 348 581           | 2014  |
| Zhongshan  | 2 913 974   | 3 121 275           | 3 121 275           | 2020  |
| Huizhou    | 1 807 858   | 2 344 634           | 4 598 402           | 2010  |
| Jiangmen   | 1 480 023   | 1 822 614           | 4 450 703           | 2010  |
| Zhuhai     | 1 369 538   | 1 759 000           | 1 759 000           | 2020  |
| Zhaoqing   | 784 642     | 1 397 152           | 3 916 467           | 2010  |
| Macau      | 652 032     | 652 032             | 652 032             | 2020  |
| Total      | 50 850 140  | 56 350 214          | 63 751 386          |       |

Lembrando como dito anteriormente, região metropolitana difere de aglomeração urbana. Na tabela abaixo são inseridas as cidades dentro da mancha urbana e a população hukou (residente); na outra tabela temos a população da área metropolitana que, nem todas as cidades estão em conurbação. 
| Cidade    | população  |
| --------- | ---------- |
| Cantão    | 11 345 200 |
| Dongguan  | 9 644 871  |
| Foshan    | 9 042 500  |
| Hongkong  | 7 390 000  |
| Shenzhen  | 4 707 000  |
| Zhongshan | 3 841 900  |
| Huizhou   | 3 494 715  |
| Jiangmen  | 2 657 062  |
| Qingyuan  | 1 738 424  |
| Zhaoqing  | 1 553 110  |
| Zhuhai    | 1 384 310  |
| Taishan   | 907 044    |
| Macau     | 696 100    |
| Kaiping   | 688 242    |
| Sihui     | 593 400    |
| Heshan    | 530 684    |
| Total     | 60 214 562 |

| cidade   | população municipal (nível de prefeitura) | população urbana | área total km² | área urbana km² |
| -------- | ----------------------------------------- | ---------------- | -------------- | --------------- |
| Cantão   | 18 670 000                                | 16 096 724       | 7 434,4        | 1 324,17        |
| Foshan   | 9 612 600                                 | 9 152 200        | 3 797,72       | 1 414,12        |
| Zhaoqing | 4 113 600                                 | 2 098 610        | 14 891         | 2 892           |
| Qingyuan | 3 969 502                                 | 2 163 308        | 19 036         | 3 650           |
| Shaoguan | 2 855 110                                 | 1 636 922        | 18 413         | 2 871           |
| Yunfu    | 2 383 300                                 | 1 042 407        | 7 785          | 1 967           |
| Total    | 41 604 112                                | 32 190 171       | 71 357,12      | 14 118,29       |

### Xangai

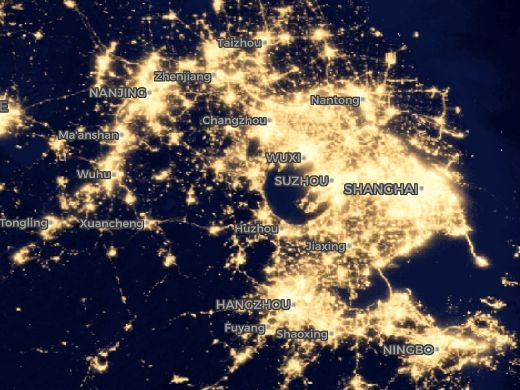
Área urbanizada do Delta do rio Yangtzé vista a noite.

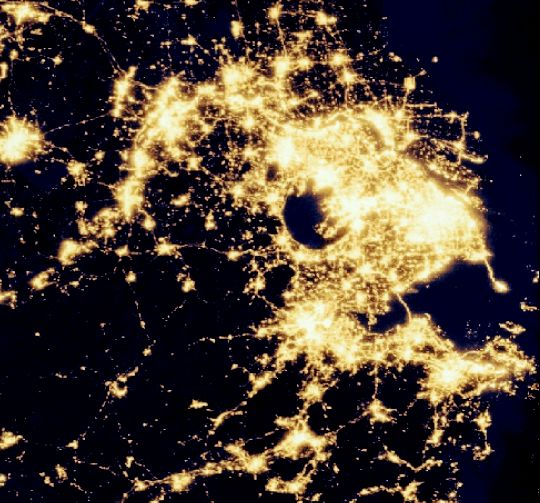
Sem marcações é notável o tamanho da área urbanizada. Visivelmente a maior área urbana vista a noite; porém não significa que seja a mais densa.

O Delta do rio Yangtzé é a maior e mais populosa megalópole do mundo no entendimento internacional, embora o termo não faça mais tanto sentido já que, o rio Qiantang que desagua na baía de Hangzhou e também o lago Taihu são margeados por áreas urbanas que, se conurbaram a Xangai. Já no entendimento chinês, o Delta do Yangtzè é uma aglomeração urbana formada em 6 regiões metropolitanas:  a área metropolitana de Xangai , a área metropolitana de Nanjing, a área metropolitana de Hangzhou, a área metropolitana de Hefei, a área metropolitana de Suxi - Changzhou e a área metropolitana de Ningbo. A população total é de cerca de 240 milhões, mas a população em áreas urbanas é de cerca de 90 milhões. Já a área urbanizada mais densa que é a intensa ou completa conurbação, centraliza uma metacidade no núcleo da megalópole.      
| cidade             | população  |
| ------------------ | ---------- |
| Xangai             | 24 870 895 |
| Hangzhou           | 10 711 238 |
| Nanquim            | 6 754 000  |
| Suzhou             | 6 715 559  |
| Ningbo             | 4 479 635  |
| Nantong            | 3 766 534  |
| Shaoxing           | 2 958 643  |
| Wuxi               | 2 763 000  |
| Changzhou          | 1 975 800  |
| Zhangjiagang       | 1 670 000  |
| Wuhu               | 1 622 799  |
| Taizhou            | 1 622 500  |
| Jiaxing            | 1 518 654  |
| Cixi               | 1 462 383  |
| Zhengjiang         | 1 266 790  |
| Jiangyin           | 1 264 110  |
| Yuyao              | 1 254 032  |
| Yangzhou           | 1 214 400  |
| Taixing            | 1 185 600  |
| Zhoushan           | 1 165 000  |
| Changshu           | 1 067 000  |
| Huzhou             | 1 015 937  |
| Rugao              | 985 000    |
| Kunshan            | 981 300    |
| Ma'anshan          | 965 452    |
| Yixing             | 878 450    |
| Tongxiang          | 870 899    |
| Hai'an             | 863 000    |
| Tongling           | 842 675    |
| Danyang            | 806 300    |
| Anqing             | 804 493    |
| Chuzhou            | 782 671    |
| Pinghu             | 703 500    |
| Jingjiang          | 684 600    |
| Haining            | 646 141    |
| Jurong             | 639 266    |
| Chizhou            | 615 274    |
| Yizheng            | 572 000    |
| Taicang            | 501 700    |
| Lyiang             | 481 300    |
| Yangzhong          | 344 000    |
| metacidade         | 41 158 788 |
| área metropolitana | 49 338 014 |
| Total              | 95 801 925 |

### 京津冀城市群Jing-Jin-Ji Chéngshì Qùn

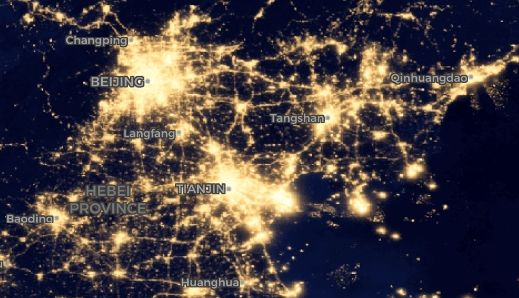
A área urbana iluminada de Beijing e cidades no entorno, não foram consideradas a totalidade populacional e a demais cidades de JingJinJi, pois nem todas estão em conurbação aproximada; logo só foram listadas em tabela que formam um conglomerado urbano mais denso.

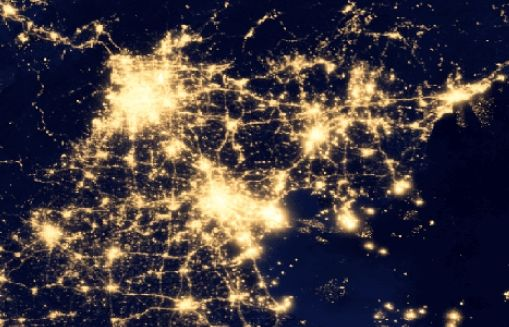
Área urbanizada de Pequim e sua aglomeração urbana têm população superior a 40 milhões de habitantes

Ou aglomeração urbana entre Pequim-Tianjin-Hebei é uma área metropolitana com mais de 112 milhões de habitantes, sendo assim a segunda mais populosa do mundo. No entanto a área urbana continua e conurbada ou o centro que compreende aglomeração urbana, forma também uma metacidade.      
| cidade      | população  |
| ----------- | ---------- |
| Beijing     | 19 166 000 |
| Tianjin     | 10 932 000 |
| Tangshan    | 3 399 231  |
| Baoding     | 1 976 000  |
| Qinhuangdao | 1 546 743  |
| Langfang    | 1 058 000  |
| Renqiu      | 816 401    |
| Luan        | 540 000    |
| Zhuozhou    | 410 000    |
| Qian´An     | 345 154    |
| Sanhe       | 309 400    |
| Zunhua      | 243 200    |
| Gaobeidian  | 186 131    |
| total       | 40 928 260 |

#### Nota:
- 都市圈 (região metropolitana): o termo idealiza algo como a grande São Paulo, ou seja, a cidade sede é o núcleo e, se espalhou em direção às cidades vizinhas formando um montante de cidades. As entidades governamentais aproveitam o fenômeno para criar leis que estabelecem uma nomeação oficial.
- 大都市 (metrópole): a sede da região metropolitana.
- 城市群 (aglomeração urbana): é pensada quando as áreas urbanas excedem a região metropolitana oficializada em lei anterior. Ex: Macrometrópole Paulista; dependendo do governo ou entidade responsável, cria-se uma lei com nova nomenclatura.

## 日本国 Nihon (Japão)

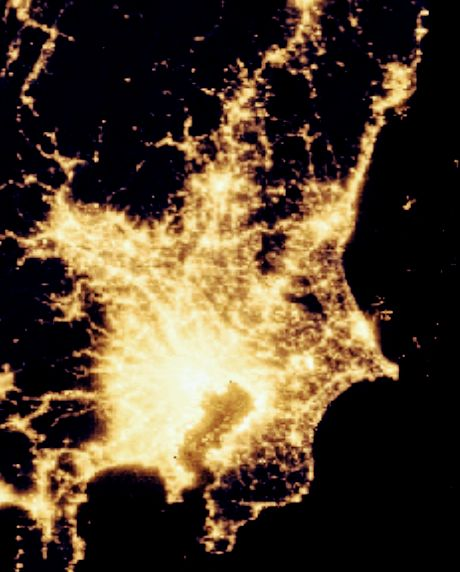
Área metropolitana de Kanto com centro em Tóquio, vista a noite.

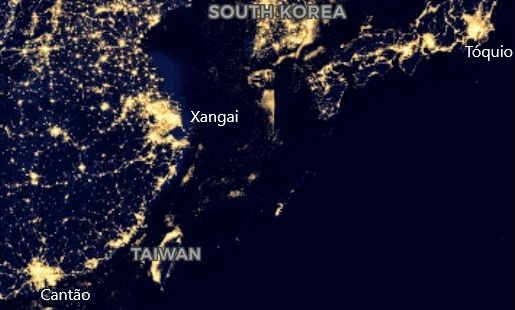
Xangai tem a maior aglomeração urbana, mas Cantão é mais densa, e Tóquio pode ser vista no canto superior direito

### Tóquio
Costuma-se dizer que Tóquio é a mais populosa área metropolitana do mundo, seus 37 milhões de habitantes foram inspiração para o termo metacidade. As definições sobre área metropolitana (no Japão) foram se expandindo á medida em que a alta nos censos demográficos bem como o crescimento das áreas urbanas resultavam em sua interligação. Em 1956 a lei Showa 31 foi promulgada pela Ordem do Gabinete no artigo 2, parágrafo 1, definindo a área metropolitana de Tóquio (similar a lei federal 14/1973 que definiu RMSP). Com o crescimento das áreas urbanas entre os anos 60 e 80, mas já observadas anterior a essas décadas, foi definida a área metropolitana de Kanto com 132 cidades e 23 distritos (similar a Macro Metrópole Paulista com número equivalente de cidades). É percebido que quando as áreas urbanas excedem ou ultrapassam a área estabelecida ou definida por lei, um novo termo é criado com relação a área dependendo do modelo que tal país adota. No Japão e no Brasil o crescimento das áreas urbanas excedentes ás áreas metropolitanas legais, resultam em novos termos (Kanto e MMP); algo similar ocorre nos EUA com exemplo em Nova Iorque que, tem a área metropolitana legal com 20 milhões de habitantes e a CSA (área estatística combinada) com cerca de 23 milhões de habitantes (quantitativamente inferior a Kanto com cerca de 38 milhões de pessoas em área urbana ou MMP com cerca de 35 milhões). A região de Kanto tem cerca de 42 milhões de habitantes, 38,1 milhões em áreas urbanas da região metropolitana.                   
| Definição                    | População  |
| ---------------------------- | ---------- |
| Tóquio                       | 14 044 538 |
| Área de Tóquio               | 34 000 000 |
| Área metropolitana de Tóquio | 37 393 128 |
| Área metropolitana de Kanto  | 38 140 000 |

### Nota
Atualmente não é mais correto afirmar que Tokyo é a aglomeração urbana ou região metropolitana mais populosa do mundo visto que, recentemente a china estabeleceu novas regiões metropolitanas com população superior; alguns exemplos: A área metropolitana de Xangai: inclui atualmente Xangai, 4 cidades na província de Jiangsu (Wuxi, Changzhou, Suzhou, Nantong) e 4 cidades na província de Zhejiang (Ningbo, Huzhou, Jiaxing, Zhoushan) 9 cidades ; somam cerca de 71 milhões de habitantes. 
成渝城市群 chéngyú jīngjì qū - área metropolitana de Chengdu-Chongqing: foi criada em 2016, sua população conta cerca de 100 milhões de habitantes. 
京津冀城市群 Jing-Jin-Ji Chéngshì Qùn criada em 2015 com 13 cidades, cuja soma também é superior a Tóquio. 

## Brasil

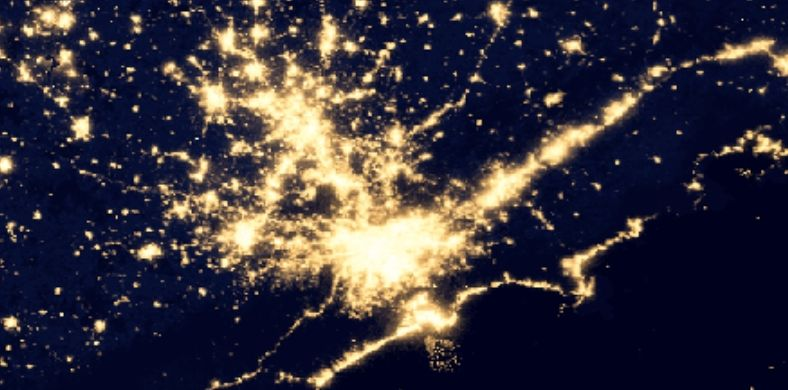
Área urbana da macro metrópole Paulista a noite

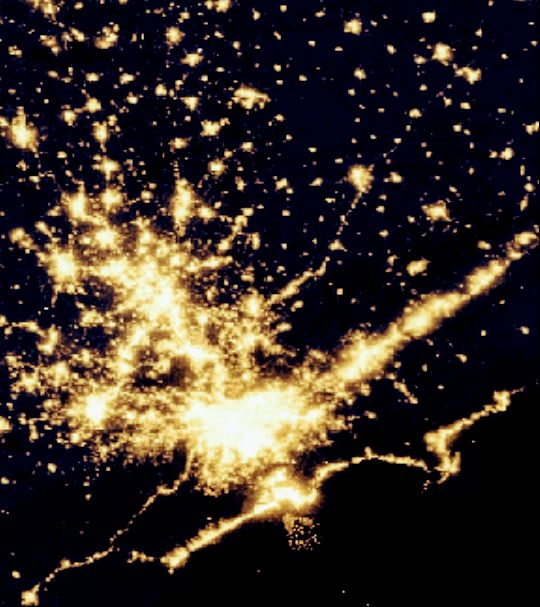
imagens de satélite entre 2000 e 2012... A Grande metrópole na área mais densa ou central, tem 22,04 milhões de habitantes; já a metrópole em sentido amplo tem 34,1 milhões de habitantes e, sua população total ultrapassou a marca dos 35,18 milhões de habitantes. Em síntese é a entidade urbana mais populosa do continente americano e do hemisfério sul.

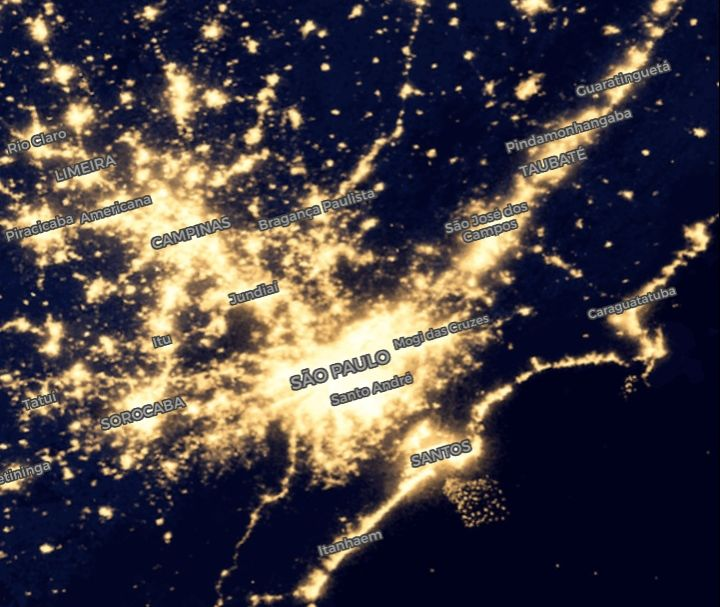
Vista noturna da aglomeração urbana de São Paulo com marcações mais destaque das cidades na mancha urbana.

### São Paulo

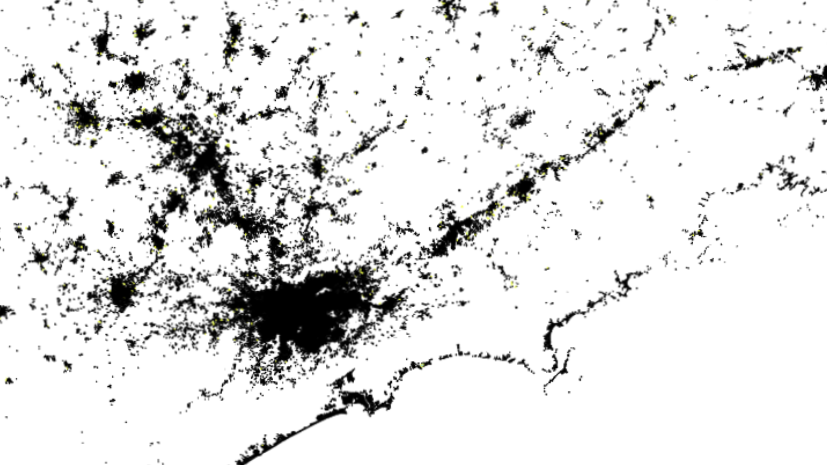
À esquerda temos a tabela listando as cidades que compõem a área metropolitana de São Paulo em sentido amplo. A imagem é a representação da mancha urbana em cor preta da macro metrópole paulista.

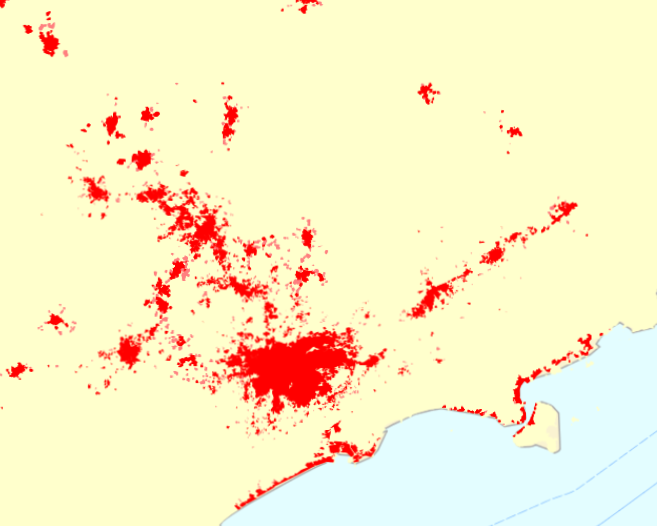
Em vermelho temos a amostra da área urbana densa (vermelho forte) e menos densa (vermelho claro) entre 2000 e 2010 publicada em 2015 pelo IBGE. É importante ressaltar que a totalidade da mancha urbana não é mostrada na imagem já que, só áreas urbanas entre 100 mil e mais de 300 mil habitantes são mostradas, ou seja, áreas urbanas adjacentes com menos de 100 mil habitantes não aparecem no mapa; em síntese, a área urbana real é maior que a apresentada no mapa.

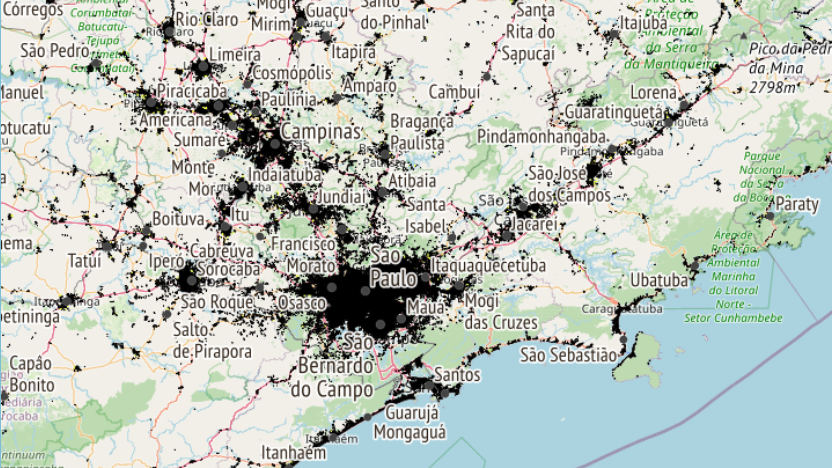
Na publicação de 2019, esta era a aparência do formato da área urbanizada na macro metrópole paulista mapeada com toponímias. A mancha urbana se espalha em várias direções se fundindo com outras metrópoles, e estas, também aumentam suas áreas urbanas em direção a outras cidades.

No Brasil, mensurar uma meta cidade pode ser um pouco complicado devido as leis estaduais que definem metrópole e região metropolitana; temos essa complicação também na China já que as considerações sobre área metropolitana, cidade a nível de prefeitura e áreas administrativas dificultam um pouco a precisão quando listadas sem a definição da área urbana e população hukou (residente). Por outro lado a facilidade de identificação das áreas urbanas é evidente tendo em vista a aproximação das áreas urbanas que, formam aglomeração. Nem sempre uma região metropolitana é conurbada com a cidade sede, pois se trata da área de influência que uma cidade tem sobre outras além da comunicação econômica, fluxo pendular e etc. A única entidade urbana que categoriza uma metacidade na América é a bifurcação urbana da Macro Metrópole Paulista (MMP); também se conclui que São Paulo é a maior megacidade fora da Ásia.                      
| cidade                                                      | estimativa 2021 | área km² 2019 | censo 2022 |
| ----------------------------------------------------------- | --------------- | ------------- | ---------- |
| Área Metropolitana de São Paulo                             | 22 048 504      | 2 133,81      | 20 743 587 |
| Campinas                                                    | 1 223 237       | 245,14        | 1 138 309  |
| Sorocaba                                                    | 695 328         | 134,96        | 723 574    |
| Jundiaí                                                     | 426 935         | 107,22        | 443 116    |
| Sumaré                                                      | 289 875         | 55,70         | 279 546    |
| Indaiatuba                                                  | 260 690         | 74,36         | 255 739    |
| Americana                                                   | 244 370         | 58,99         | 237 247    |
| Hortolandia                                                 | 237 570         | 37,58         | 236 641    |
| Santa Barbara D´Oeste                                       | 195 278         | 39,61         | 183 347    |
| Itu                                                         | 177 150         | 61,60         | 168 240    |
| Valinhos                                                    | 133 169         | 48,30         | 126 325    |
| Votorantim                                                  | 124 468         | 25,54         | 127 923    |
| Várzea Paulista                                             | 124 269         | 19,49         | 115 771    |
| Salto                                                       | 120 779         | 34,93         | 134 319    |
| Paulinia                                                    | 114 508         | 39,50         | 110 537    |
| Itupeva                                                     | 95 241          | 33,06         | 70 616     |
| São Roque                                                   | 93 076          | 34,27         | 79 484     |
| Campo Limpo Paulista                                        | 86 407          | 23,60         | 77 632     |
| Vinhedo                                                     | 81 516          | 32,56         | 76 663     |
| Ibiúna                                                      | 80 062          | 40,88         | 74 957     |
| Nova Odessa                                                 | 61 716          | 19,64         | 62 019     |
| Monte Mor                                                   | 61 707          | 18,99         | 64 662     |
| Cabreúva                                                    | 51 130          | 17,21         | 47 011     |
| Louveira                                                    | 51 007          | 15,53         | 51 833     |
| Mairinque                                                   | 47 723          | 30,01         | 49 972     |
| Araçoiaba da Serra                                          | 35 379          | 22,03         | 32 443     |
| Araçariguama                                                | 23 343          | 9,86          | 21 522     |
| Pirapóra do Bom Jesus                                       | 19 453          | 3,43          | 18 370     |
| Alumínio                                                    | 18 903          | 6,69          | 17 301     |
| Total de corredores urbanos em direção a capital            | 27 222 793      | 3 424,489     | 25 768 706 |
| Piracicaba                                                  | 410 275         | 110,84        | 423 323    |
| Limeira                                                     | 310 783         | 79,26         | 291 869    |
| Rio Claro                                                   | 209 548         | 48,25         | 201 418    |
| Bragança Paulista                                           | 172 346         | 59,52         | 176 811    |
| Mogi Guaçu                                                  | 154 146         | 39,97         | 153 661    |
| Atibaia                                                     | 145 378         | 64,28         | 158 640    |
| Araras                                                      | 136 739         | 38,86         | 130 866    |
| Itatiba                                                     | 124 254         | 52,23         | 122 424    |
| Mairiporã                                                   | 103 645         | 48,28         | 93 617     |
| Mogi Mirim                                                  | 94 098          | 32,40         | 92 559     |
| Itapira                                                     | 75 683          | 23,16         | 72 022     |
| Cosmopolis                                                  | 74 662          | 14,73         | 59 773     |
| Amparo                                                      | 73 145          | 21,31         | 68 008     |
| Jaguariúna                                                  | 59 921          | 24,04         | 59 347     |
| Artur Nogueira                                              | 56 247          | 15,08         | 51 456     |
| Pedreira                                                    | 48 992          | 12,21         | 43 112     |
| Rio das Pedras                                              | 36 233          | 8,28          | 31 328     |
| Jarinu                                                      | 31 173          | 25,74         | 37 535     |
| Serra Negra                                                 | 29 669          | 13,48         | 29 894     |
| Santa Gertrudes                                             | 27 850          | 7,14          | 23 611     |
| Bom Jesus dos Perdões                                       | 26 506          | 8,42          | 21 942     |
| Cordeirópolis                                               | 25 116          | 9,82          | 24 514     |
| Iracemápolis                                                | 24 982          | 7,36          | 21 967     |
| Santo Antônio de Posse                                      | 23 742          | 8,83          | 23 244     |
| Nazaré Paulista                                             | 18 866          | 5,64          | 18 217     |
| Holambra                                                    | 15 605          | 6,67          | 15 119     |
| Estiva Gerbi                                                | 11 507          | 2,89          | 11 295     |
| Saltinho                                                    | 8 498           | 1,40          | 8 161      |
| Monte Alegre do Sul                                         | 8 181           | 5,18          | 8 627      |
| Total urbanização nordeste, arredores Campinas /Jundiaí     | 2 537 790       | 795,269       | 2 474 360  |
| São José dos Campos                                         | 737 310         | 128,94        | 697 428    |
| Taubaté                                                     | 320 820         | 71,43         | 310 739    |
| Jacareí                                                     | 237 119         | 50,33         | 240 275    |
| Pindamonhamgaba                                             | 171 885         | 40,74         | 165 428    |
| Guaratinguetá                                               | 123 192         | 37,33         | 118 044    |
| Caçapava                                                    | 95 752          | 27,22         | 96 202     |
| Lorena                                                      | 89 532          | 19,83         | 84 855     |
| Cruzeiro                                                    | 82 895          | 15,24         | 74 961     |
| Santa Isabel                                                | 58 529          | 16,63         | 53 174     |
| Aparecida                                                   | 36 211          | 6,26          | 32 569     |
| Cachoeira Paulista                                          | 33 827          | 8,23          | 31 564     |
| Guararema                                                   | 30 465          | 17,78         | 31 236     |
| Lavrinhas                                                   | 7 361           | 2,29          | 7 171      |
| Canas                                                       | 5 268           | 1,76          | 4 931      |
| Total corredor Jacareí a Cruzeiro                           | 2 030 166       | 444,010       | 1 948 577  |
| Santos                                                      | 433 991         | 39,05         | 418 608    |
| São Vicente                                                 | 370 839         | 26,23         | 329 844    |
| Praia Grande                                                | 336 454         | 38,19         | 349 935    |
| Guarujá                                                     | 324 977         | 39,74         | 287 634    |
| Cubatão                                                     | 132 521         | 29,95         | 112 471    |
| Caraguatatuba                                               | 125 194         | 39,42         | 134 875    |
| Itanhaem                                                    | 104 351         | 44,38         | 112 476    |
| Ubatuba                                                     | 92 819          | 34,98         | 92 980     |
| São Sebastião                                               | 91 637          | 30,98         | 81 540     |
| Peruibe                                                     | 69 697          | 34,61         | 68 344     |
| Bertioga                                                    | 66 154          | 29,90         | 64 188     |
| Mongaguá                                                    | 58 567          | 16,93         | 61 951     |
| Ilhabela                                                    | 36 194          | 13,35         | 34 934     |
| Itariri                                                     | 17 754          | 5,23          | 15 528     |
| Pedro de Toledo                                             | 11 507          | 4,26          | 11 281     |
| Total litoral urbano paulista                               | 2 272 656       | 427,200       | 2 176 589  |
| Extrema MG                                                  | 37 649          | 26,76         | 53 482     |
| Camanducaia MG                                              | 21 831          | 9,46          | 26 097     |
| Vargem                                                      | 10 842          | 5,07          | 10 512     |
| Itapeva MG                                                  | 9 976           | 5,68          | 12 692     |
| Total de interestaduais em conurbação com Bragança Paulista | 80 298          | 46,97         | 102 783    |
| Total Geral urbano na macro metrópole Paulista              | 34 143 703      | 5 137,938     | 32 471 015 |

| região metropolitana            | população  | área km² 2019 |
| ------------------------------- | ---------- | ------------- |
| São Paulo                       | 22 048 504 | 2 133,81      |
| Campinas                        | 3 342 707  | 814,38        |
| Vale do Paraíba - Litoral norte | 2 599 218  | 627,14        |
| Sorocaba                        | 2 189 284  | 639,09        |
| Baixada Santista                | 1 897 551  | 231,47        |
| Piracicaba                      | 1 521 286  | 452,74        |
| Jundiaí                         | 835 521    | 241,85        |
| Aglomerado urbano de Mogi       | 335 434    | 101,31        |
| Unidade Bragantina              | 271 510    | 106,49        |
| Amparo                          | 73 145     | 21,31         |
| Serra Negra                     | 29 669     | 13,48         |
| Itariri                         | 17 754     | 5,23          |
| Pedro de Toledo                 | 11 507     | 4,26          |
| Monte Alegre do Sul             | 8 181      | 5,18          |
| Total                           | 35 181 271 | 5 397,740     |

| Grande São Paulo (lei complementar 1.139) | censo 2022 |
| São Paulo (SP)                            | 11 451 245 |
| Guarulhos (SP)                            | 1 291 784  |
| São Bernardo do Campo (SP)                | 810 729    |
| Santo André (SP)                          | 748 919    |
| Osasco (SP)                               | 743 432    |
| Mogi das Cruzes (SP)                      | 449 955    |
| Mauá (SP)                                 | 418 261    |
| Diadema (SP)                              | 393 237    |
| Carapicuíba (SP)                          | 387 121    |
| Itaquaquecetuba (SP)                      | 369 275    |
| Barueri (SP)                              | 316 473    |
| Suzano (SP)                               | 307 364    |
| Cotia (SP)                                | 273 640    |
| Taboão da Serra (SP)                      | 273 542    |
| Embu das Artes (SP)                       | 250 720    |
| Itapevi (SP)                              | 232 513    |
| Ferraz de Vasconcelos (SP)                | 179 205    |
| São Caetano do Sul (SP)                   | 165 655    |
| Francisco Morato (SP)                     | 165 139    |
| Itapecerica da Serra (SP)                 | 158 522    |
| Santana de Parnaíba (SP)                  | 154 105    |
| Franco da Rocha (SP)                      | 144 849    |
| Jandira (SP)                              | 118 045    |
| Ribeirão Pires (SP)                       | 115 559    |
| Poá (SP)                                  | 103 765    |
| Caieiras (SP)                             | 95 030     |
| Mairiporã (SP)                            | 93 617     |
| Cajamar (SP)                              | 92 689     |
| Arujá (SP)                                | 86 678     |
| Embu-Guaçu (SP)                           | 66 970     |
| Santa Isabel (SP)                         | 53 174     |
| Vargem Grande Paulista (SP)               | 50 333     |
| Rio Grande da Serra (SP)                  | 44 170     |
| Guararema (SP)                            | 31 236     |
| Biritiba Mirim (SP)                       | 29 676     |
| Juquitiba (SP)                            | 27 404     |
| Pirapora do Bom Jesus (SP)                | 18 370     |
| São Lourenço da Serra (SP)                | 15 984     |
| Salesópolis (SP)                          | 15 202     |
| Total                                     | 20 743 587 |

Nota

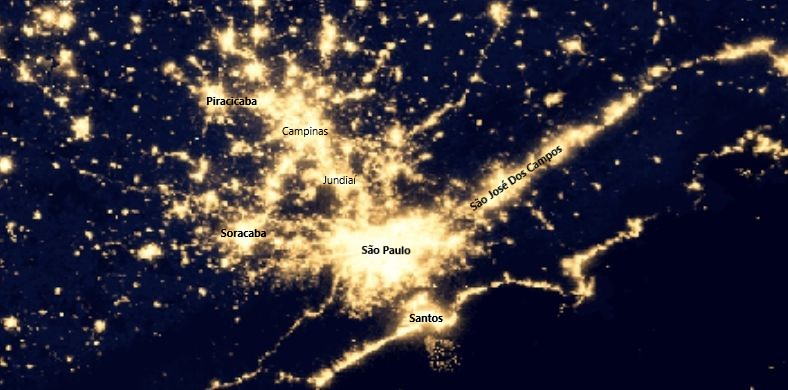
As sedes de áreas metropolitanas são destacadas na imagem com letra preta. A junção destas regiões metropolitanas, conceitualmente caracteriza uma megalópole com núcleo em São Paulo. Porém, tecnicamente, com a nomeação de Campinas como metrópole, sintetiza duas metrópoles interagindo entre si, o que também caracteriza uma megalópole. No caso a metacidade é a área urbanizada formada por essas 7 entidades urbanas.

Em 2018 o IBGE concluiu o estudo das áreas de influência, inserindo na lista de metrópoles a cidade de Campinas. Ou seja, sua área de influência é superior a 4 milhões de habitantes e, sua região metropolitana está integrada e conurbada a região metropolitana de Jundiaí cuja integração e conurbação com São Paulo tecnicamente evolui a macro metrópole para megalópole já que o termo é elaborado para designar uma região ou área super urbanizada, que engloba no seu entorno uma articulação entre metrópoles, regiões metropolitanas bem como pequenas cidades, concentrando boa parte da população e dos serviços do país. Sendo assim, a presença de duas metrópoles na mesma mancha urbana dividindo área de influência e intensa comunicação econômica, cultural ou fluxo pendular; a Macro metrópole Paulista deveria se chamar agora, Megalópole Paulista. Uma outra sugestão seria renomear a área urbanizada da macro metrópole (a metacidade) em região metropolitana, já que a estética do complexo metropolitano é muito similar a região metropolitana de Kanto (japoneses bem como estadunidenses já veem a macro metrópole como Grande São Paulo ou uma única área metropolitana em sentido amplo ).

#### Megalópole

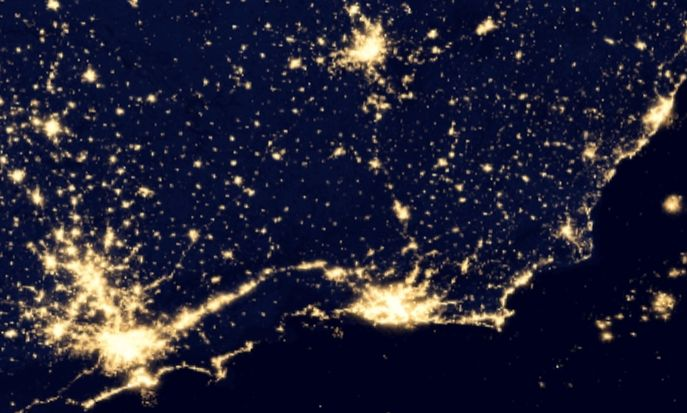
Excluindo a Grande Belo Horizonte na imagem, mas só considerando o eixo entre a Grande Vitória e São Paulo integrando a Grande Rio com Campo dos Goytacazes e Juiz de Fora; temos a suposta Megalópole do sudeste com população superior a 50 milhões de habitantes.

Com a evolução de Vitória (ES) para metrópole , a influência do Rio diminui fazendo as duas metrópoles dividirem área de influência e se comunicarem entre si, intensificando sua integração . Em tese, a nomeação de uma megalópole Rio - São Paulo talvez precise ser repensada já que temos (segundo o REGIC) quatro metrópoles dividindo influência, ou duas metrópoles (Rio e Vitória) interagindo com uma megalópole (Macrometrópole Paulista ou Megalópole Paulista); o que mudaria o eixo entre Rio e São Paulo passando a ser um eixo entre São Paulo e Vitória.  
| entidade urbana         | população  | UF  |
| ----------------------- | ---------- | --- |
| Macrometrópole Paulista | 35 181 271 | SP  |
| Grande Rio              | 13 189 574 | RJ  |
| Grande Vitória          | 2 033 067  | ES  |
| Juiz de Fora            | 577 532    | MG  |
| Campo dos Goytacazes    | 514 643    | RJ  |
| Total                   | 51 496 087 | MLS |

## Indonésia, Java

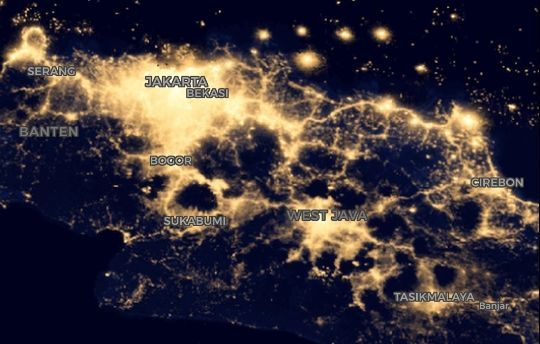
Jabodetabek vista a noite com marcações destacando as cidades que formam a aglomeração urbana..

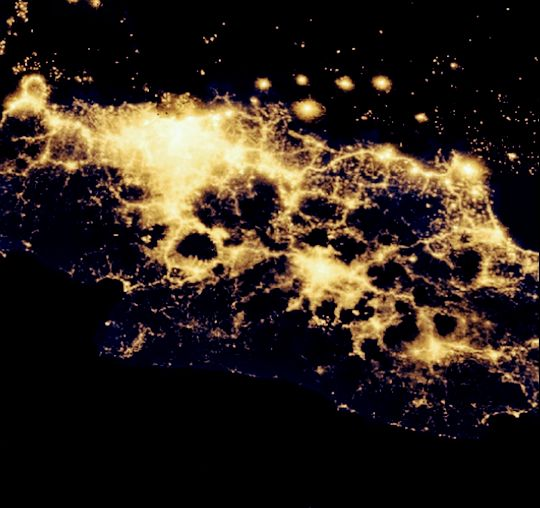
Jabodetabek: é a sexta aglomeração urbana mais populosa do mundo; sua população total é de 31,2 milhões de habitantes. É a segunda entidade urbana mais populosa do hemisfério sul, superada apenas pela MMP.

A aglomeração urbana no entorno de Jacarta na Indonésia , também superou a marca de 30 milhões de habitantes segundo os dados de 2020; o que configura uma meta cidade em sua macro metrópole.   
| Divisão admisitrativa               | Província                           | Área (km2) | População (2020 Ce.fi) | Densidade/km2 (2020) |
| ----------------------------------- | ----------------------------------- | ---------- | ---------------------- | -------------------- |
| Jacarta                             | Jacarta                             | 664,01     | 10 562 088             | 15 907               |
| Tangerang                           | Banten                              | 153,93     | 1 895 486              | 12 314               |
| Tangerang Sul                       | Banten                              | 147,19     | 1 354 350              | 9 201                |
| Depok                               | Java oeste                          | 200,29     | 2 056 335              | 10 267               |
| Bekasi                              | Java oeste                          | 210,49     | 2 543 676              | 12 085               |
| Total em Distritos urbanos centrais | Total em Distritos urbanos centrais | 1 375,71   | 18 411 935             | 13 382               |
| Regência de Bogor                   | Java oeste                          | 2 663,83   | 5 427 068              | 2 037                |
| Bogor                               | Java oeste                          | 118,50     | 1 043 070              | 8 802                |
| Regência de Bekasi                  | Java oeste                          | 1 224,88   | 3 113 017              | 2 541                |
| Regência de Tangerang               | Banten                              | 959,61     | 3 245 619              | 3 382                |
| Total em Distritos suburbanos       | Total em Distritos suburbanos       | 4 966,82   | 12 828 774             | 2 583                |
| Jabodetabek                         | Jabodetabek                         | 6 342,73   | 31 240 709             | 4 925                |

## Índia  (भारत गणराज्य,Bhārat Gaṇarājya)

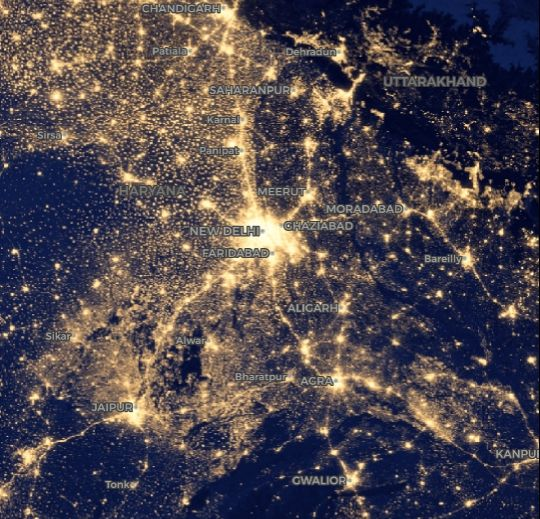
No centro vemos a área mais densa iluminada da aglomeração urbana de Deli na Índia.

### NCR ou RCN

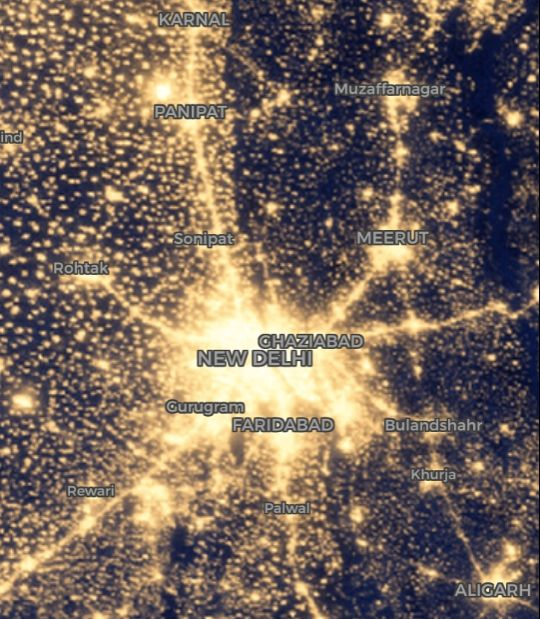
área urbanizada de Deli é a mais populosa da Índia com aproximadamente 30 milhões de habitantes ou um pouco mais.

A região da capital nacional é definida  pela pela lei (NCRPB Act.1985) como área metropolitana estendida de Délhi (capital indiana); há discussões sobre a totalidade populacional em áreas urbanas que, categorizaria uma metacidade. Saber se configura fatidicamente é o que pretendemos fazer neste trabalho.  É visto normalmente considerações da área total desta definição, ou seja, tanto rural quanto urbana ou administrativa. A afirmação de que a NCR seja a segunda área metropolitana mais populosa do mundo após Tóquio, precisa ser repensada já que a população da NCR era superior a de Kanto já em 2011; além disso, Jing-Jin-Ji também é uma área metropolitana e com população quantitativamente superior às duas. No entanto, não significa que em termos de aglomeração urbana em conurbação seja configurada como metacidade. 
| Estado/UT     | Distritos          | área (km2) | População total em milhares |
| ------------- | ------------------ | ---------- | --------------------------- |
| Delhi         | Central Délhi      | 1 483      | 16 788                      |
| Delhi         | leste Délhi        | 1 483      | 16 788                      |
| Delhi         | Nova Délhi         | 1 483      | 16 788                      |
| Delhi         | Norte Délhi        | 1 483      | 16 788                      |
| Delhi         | Nordeste Délhi     | 1 483      | 16 788                      |
| Delhi         | Noroeste Délhi     | 1 483      | 16 788                      |
| Delhi         | Shahdara           | 1 483      | 16 788                      |
| Delhi         | Sul Délhi          | 1 483      | 16 788                      |
| Delhi         | Sudeste Délhi      | 1 483      | 16 788                      |
| Delhi         | Sudoeste Délhi     | 1 483      | 16 788                      |
| Delhi         | oeste Délhi        | 1 483      | 16 788                      |
| Haryana       | Bhiwani            | 25 327     | 11 031                      |
| Haryana       | Charkhi Dadri      | 25 327     | 11 031                      |
| Haryana       | Faridabad          | 25 327     | 11 031                      |
| Haryana       | Gurgaon            | 25 327     | 11 031                      |
| Haryana       | Jhajjar            | 25 327     | 11 031                      |
| Haryana       | Jind               | 25 327     | 11 031                      |
| Haryana       | Karnal             | 25 327     | 11 031                      |
| Haryana       | Mahendragarh       | 25 327     | 11 031                      |
| Haryana       | Nuh                | 25 327     | 11 031                      |
| Haryana       | Palwal             | 25 327     | 11 031                      |
| Haryana       | Panipat            | 25 327     | 11 031                      |
| Haryana       | Rewari             | 25 327     | 11 031                      |
| Haryana       | Rohtak             | 25 327     | 11 031                      |
| Haryana       | Sonipat            | 25 327     | 11 031                      |
| Rajasthan     | Alwar              | 13 447     | 3 674                       |
| Rajasthan     | Bharatpur          | 13 447     | 3 674                       |
| Uttar Pradesh | Baghpat            | 14 826     | 14 576                      |
| Uttar Pradesh | Bulandshahr        | 14 826     | 14 576                      |
| Uttar Pradesh | Gautam Buddh Nagar | 14 826     | 14 576                      |
| Uttar Pradesh | Ghaziabad          | 14 826     | 14 576                      |
| Uttar Pradesh | Hapur              | 14 826     | 14 576                      |
| Uttar Pradesh | Meerut             | 14 826     | 14 576                      |
| Uttar Pradesh | Muzaffarnagar      | 14 826     | 14 576                      |
| Uttar Pradesh | Shamli             | 14 826     | 14 576                      |
| Total         | Total              | 55 083     | 46 069                      |

Acima na tabela são essas as considerações usadas para afirmar que Délhi NCR está entre as primeiras aglomerações urbanas mais populosas do mundo, mas sabemos que na realidade os 46 milhões de habitantes são distribuídos em todas as áreas (urbana e rural ou UT - unidade territorial). Vejamos na tabela abaixo a área urbanizada conurbada e semiconurbada ou em processo de conurbação em áreas urbanas densas e menos densas (censo 2011) . 
| cidade      | população  | + projeção 2023 NTC - Deli |
| ----------- | ---------- | -------------------------- |
| Délhi       | 16 753 235 | 21 266 000                 |
| Gazhihabad  | 3 162 547  | 3 162 547                  |
| Meerut      | 1 759 182  | 1 759 182                  |
| Feridabad   | 1 438 855  | 1 438 855                  |
| Gurgaon     | 1 042 253  | 1 042 253                  |
| Gautam      | 974 309    | 974 309                    |
| Bulandshahr | 867 429    | 867 429                    |
| Sonipat     | 453 364    | 453 364                    |
| Rohtak      | 446 174    | 446 174                    |
| Hapur       | 317 004    | 317 004                    |
| Total       | 27 214 352 | 31 727 117                 |

É possível que de 2011 a 2022 (uma década) a população estimada acrescente 5 milhões de habitantes, porém ainda não há censo após 2011 para afirmação a não ser projeções que vão até 2036; essas projeções só dão bases para a NTC de Deli (território da capital nacional) isso conclui que a aglomeração urbana de Délhi NCR, embora uma das maiores do mundo, não se configurava ainda uma metacidade em 2011, mas muito provavelmente se configure em 2023.

## 대한민국 - 大韓民國 "Daehan Minguk"(Coréia do Sul)

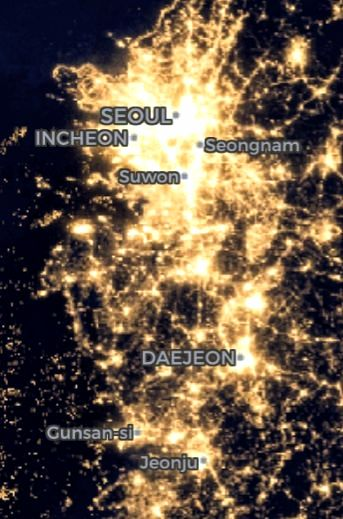
área urbanizada de Seul e sua aglomeração urbana com destaque nas maiores cidades

### Seul

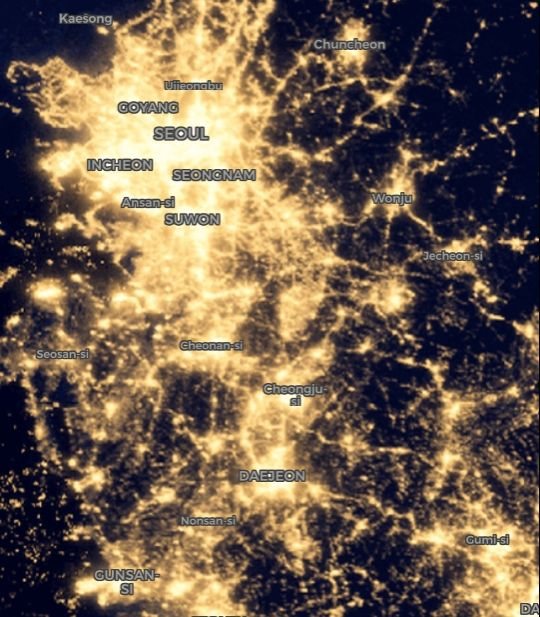
A soma populacional das áreas urbanizadas em conurbação com Seul também chegam a marca dos 30 milhões de habitantes

A área metropolitana de Seul é definida pela Lei do Planejamento de Reajuste da Área Metropolitana no Artigo 2.º (Definição). 
Os significados dos termos utilizados na presente Lei são os seguintes: 1. "Área metropolitana" refere-se ao Governo Metropolitano de Seul e seus arredores determinados por Decreto Presidencial. Decreto de Execução da Lei de Planeamento do Reajustamento da Área Metropolitana (Decreto Presidencial) Artigo 2 (Âmbito das Áreas ao redor da Cidade Metropolitana de Seul Incluída na Área Metropolitana) No subparágrafo 1 do Artigo 2 da Lei de Planejamento de Reajustamento da Área Metropolitana (doravante denominada "Lei"), "áreas circundantes prescritas por Decreto Presidencial" refere-se a Cidade Metropolitana de Incheon e Gyeonggi-do.
Decreto de Execução da Lei sobre Casos Administrativos Especiais do Governo Metropolitano de Seul (Decreto Presidencial)
Artigo 4 (Ajuste da Administração da Área Metropolitana) ① "Área metropolitana" no Artigo 5 (1) da Lei refere-se às áreas de Seul, Incheon e Gyeonggi-do.
A área metropolitana de Seul dentro dos limites da lei (similar a lei federal brasileira 14/1974 sobre a região metropolitana de São Paulo) atingiu a marca de 26,02 milhões de habitantes, o que a coloca entre as 10 primeiras áreas metropolitanas mais populosas do mundo. No entanto, embora não haja ainda definições que sintetizem uma macrometrópole na extensão da aglomeração urbana, considera-se que há uma discreta metacidade recém formada. 
| cidade UT       | população  |
| --------------- | ---------- |
| Gyeonggi        | 13 077 153 |
| Seul            | 9 765 923  |
| Incheon         | 2 954 642  |
| Daejeon         | 1 489 936  |
| Cheongju        | 837 749    |
| Cheonan         | 652 258    |
| Wonju           | 344 070    |
| Asan            | 314 395    |
| Sejong          | 314 126    |
| Chungju-si      | 210 737    |
| Jincheon-gun    | 78 218     |
| Jeungpyeong-gun | 37 317     |
| Total           | 30 076 524 |

## Lista provisória
Em novembro de 2022, a população mundial atingiu 8 bilhões de habitantes; entre as centenas de cidades com mais de 1 milhão de habitantes 8 aglomerações urbanas podem ter chegado ao estado de metacidades.
| Definição representando aglomeração urbana | população  | metacidade | população  | país      | continente |
| ------------------------------------------ | ---------- | ---------- | ---------- | --------- | ---------- |
| Delta do Yangtzè e Baía de Hangzhou        | 94 336 925 | Xangai     | 41 158 788 | China     | Ásia       |
| Grande área da baía                        | 63 751 386 | Cantão     | 60 214 562 | China     | Ásia       |
| NCR                                        | 46 069 000 | Deli       | 31 727 117 | Índia     | Ásia       |
| Bei-Tian-He ou centro JingJinJi            | 40 928 260 | Beijing    | 40 928 260 | China     | Ásia       |
| Kanto                                      | 38 140 000 | Tokyo      | 37 393 128 | Japão     | Ásia       |
| Macro Metrópole Paulista                   | 35 181 271 | São Paulo  | 34 100 963 | Brasil    | América    |
| Jabodetabek                                | 31 240 709 | Jacarta    | 31 240 729 | Indonésia | Ásia       |
| Gyeong-Gi                                  | 26 023 000 | Seul       | 30 076 524 | Coréia    | Ásia       |

| cidade    | população  | posição |
| --------- | ---------- | ------- |
| Cantão    | 60 214 562 | 1ª      |
| Xangai    | 41 158 788 | 2ª      |
| Beijing   | 40 928 260 | 3ª      |
| Tóquio    | 37 393 128 | 4ª      |
| São Paulo | 34 100 963 | 5ª      |
| Delhi     | 31 727 117 | 6ª      |
| Jacarta   | 31 240 729 | 7ª      |
| Seul      | 30 076 524 | 8ª      |